# Joseph Leopold Faistenberger
Joseph Leopold Faistenberger (* 16. Februar 1764 in Baden, Niederösterreich, Heiliges Römisches Reich; † 1. März 1835 in Wien, Kaisertum Österreich) war ein österreichischer Musiker und Komponist.

## Leben
Faistenberger war der Sohn eine Handschuhmachermeister, der in Baden in Niederösterreich arbeitete. Spätestens 1786 ging er die Wieden in Wien. Am 23. Oktober 1786 heiratete er Katharina Baumann (* ca. 1764), die Tochter eines Tagelöhner. Damals wird er schon als Musikus bezeichnet. Nach dem Wiener Kongress gehörte er neben Michael Pamer und Joseph Wilde zu den beliebtesten Musikdirektoren. Bis 1825 ist er in verschiedenen Tanzsälen noch als Musikdirigent nachweisbar. Er war Lehrer des Waldhornvirtuosen Michael Herbst.
Sein Sohn Johann Baptist Faistenberger war ebenfalls Komponist und sein Enkel Johann Faistenberger war Mitglied der Hofmusikkapelle.